# Најобрара (Небраска)
Најобрара (енгл. Niobrara) град је у америчкој савезној држави Небраска.

## Демографија
По попису из 2010. године број становника је 370, што је 9 (-2,4%) становника мање него 2000. године.
| Група             | 2000.       | 2010.       |
| Белци             | 327 (86,3%) | 311 (84,1%) |
| Афроамериканци    | 0 (0,0%)    | 1 (0,3%)    |
| Азијати           | 0 (0,0%)    | 0 (0,0%)    |
| Хиспаноамериканци | 9 (2,4%)    | 9 (2,4%)    |
| Укупно            | 379         | 370         |